# Tinancja

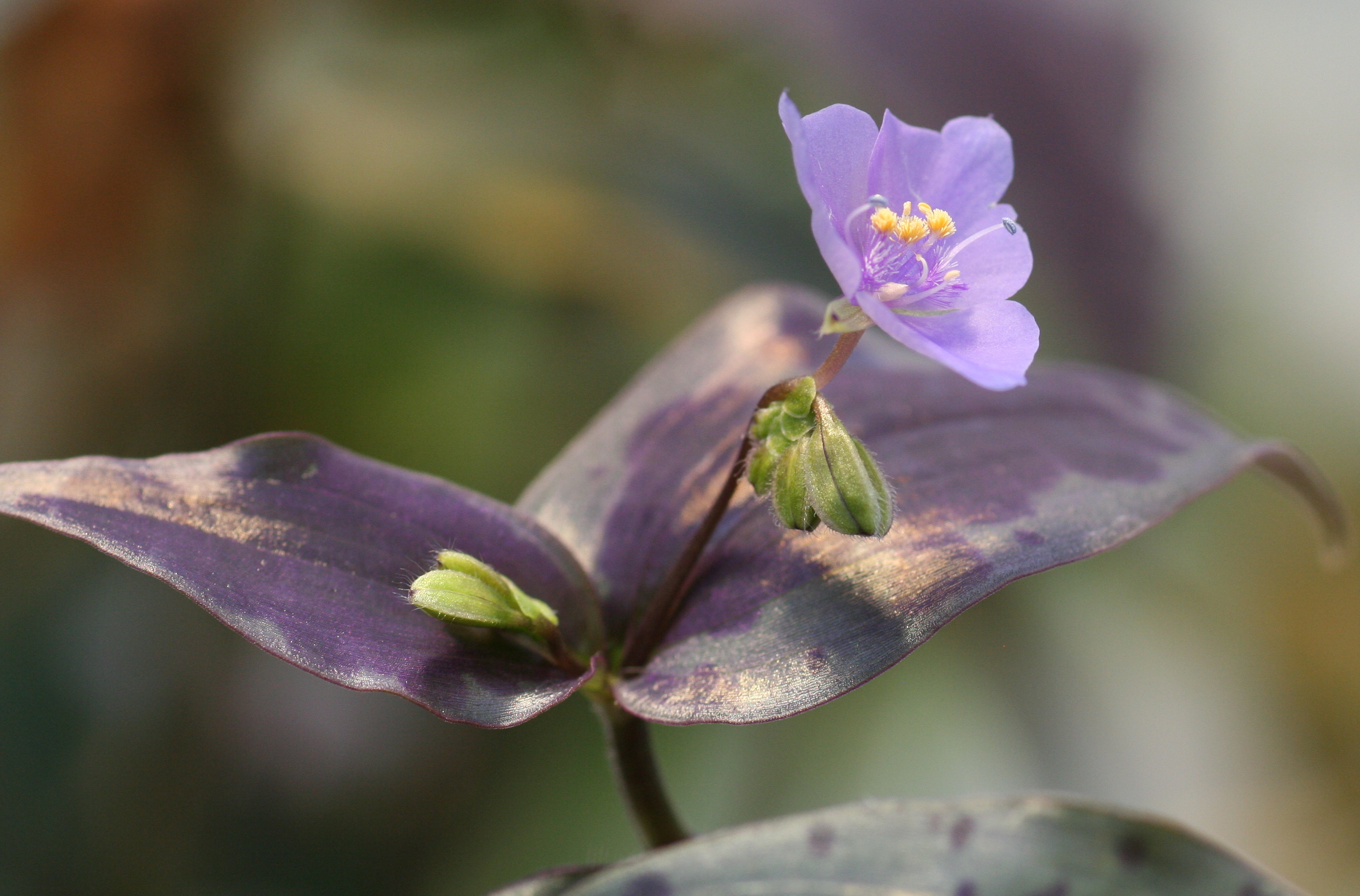
Tinantia pringlei

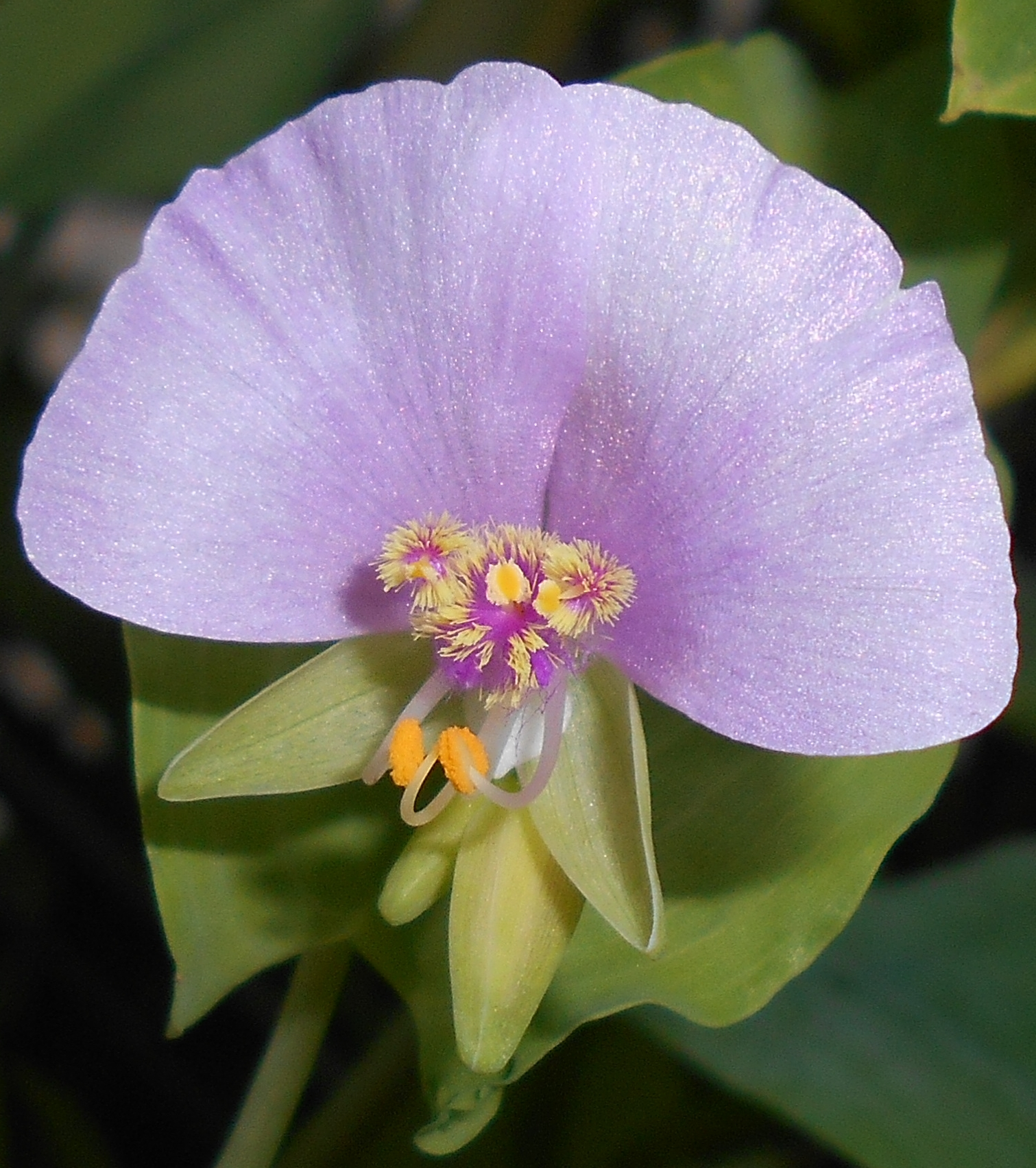
Kwiat Tinantia anomala

Tinancja (Tinantia Scheidw.) – rodzaj roślin z rodziny komelinowatych. Obejmuje 13 gatunków występujących w Ameryce, na obszarze od Teksasu do północnej Argentyny. Gatunek T. erecta został introdukowany w Angoli, na Jawie, Azorach i Maderze.
Nazwa naukowa rodzaju honoruje François Tinanta, luksemburskiego botanika, żyjącego w latach 1803–1853. 

## Morfologia
PokrójJednoroczne rośliny zielne.
KorzenieWłókniste.
LiścieUlistnienie skrętoległe. Blaszki liściowe zwykle ogonkowe, rzadziej siedzące, omszone.
KwiatyZebrane w baldachowate lub wiechowate bukiety lub pojedyncze albo podwójne, wydłużone dwurzędki, wyrastające na pędzie wierzchołkowo oraz niekiedy z pachwin liści, od jednej do kilku, wsparte przypominającą liść podsadką. Przysadki trwałe. Szypułki dobrze rozwinięte. Okwiat grzbiecisty. Listki okwiatu wolne, położone w dwóch okółkach, zewnętrzne wydatne, niemal równej wielkości, wewnętrzne wydatne, nierówne, proksymalny mały lub duży, dystalne dwa równej wielkości, niebieskie, niebieskofioletowe, białe do różowych. Sześć polimorficznych pręcików, proksymalne trzy długie, boczne bródkowate, środkowy nagi, dystalne trzy krótkie, gęsto bródkowate. Nitki pręcików zrośnięte u nasady. Zalążnia trójkomorowa z dwoma do kilku zalążkami w każdej komorze.
OwoceTrójkomorowe torebki.
GenetykaPodstawowa liczba chromosomów x u roślin z tego rodzaju wynosi 13, 14, 16 lub 17, natomiast liczba diploidalna (2n) to 26, 28, 32, 34, 64, 66–68 i ok. 128.

## Systematyka
Pozycja systematycznaRodzaj z podplemienia Thyrsantheminae w plemieniu Tradescantieae podrodziny Commelinoideae w rodzinie komelinowatych (Commelinaceae).
Wykaz gatunków
- Tinantia anomala (Torr.) C.B.Clarke
- Tinantia caribaea Urb.
- Tinantia erecta (Jacq.) Fenzl – tinancja wzniesiona[5]
- Tinantia glabra (Standl. & Steyerm.) Rohweder
- Tinantia leiocalyx C.B.Clarke
- Tinantia longipedunculata Standl. & Steyerm.
- Tinantia macrophylla S.Watson
- Tinantia parviflora Rohweder
- Tinantia pringlei (S.Watson) Rohweder
- Tinantia sprucei C.B.Clarke
- Tinantia standleyi Steyerm.
- Tinantia umbellata (Vahl) Urb.
- Tinantia violacea Rohweder

## Znaczenie użytkowe
Różne gatunki, w szczególności tinancja wzniesiona T. erecta, uprawiane są jako rośliny ozdobne.